# 姚家组
姚家组是位于中国吉林德惠市一带以及黑龙江、内蒙古的上白垩世地层，1958年由地质部松辽（第二）石油普查勘探大队命名。该地层以棕红、砖红、褐红色泥岩以及灰绿色泥岩、粉砂岩为主，黑龙江安达市一带则有油页岩。。